# NGC 1804
NGC 1804 је расејано звездано јато у сазвежђу Златна риба које се налази на NGC листи објеката дубоког неба.
Деклинација објекта је - 69° 4' 58" а ректасцензија 5h 1m 3,3s. Привидна величина (магнитуда) објекта NGC 1804 износи 11,9. NGC 1804 је још познат и под ознакама ESO 56-SC46.